# Congres van Chilpancingo

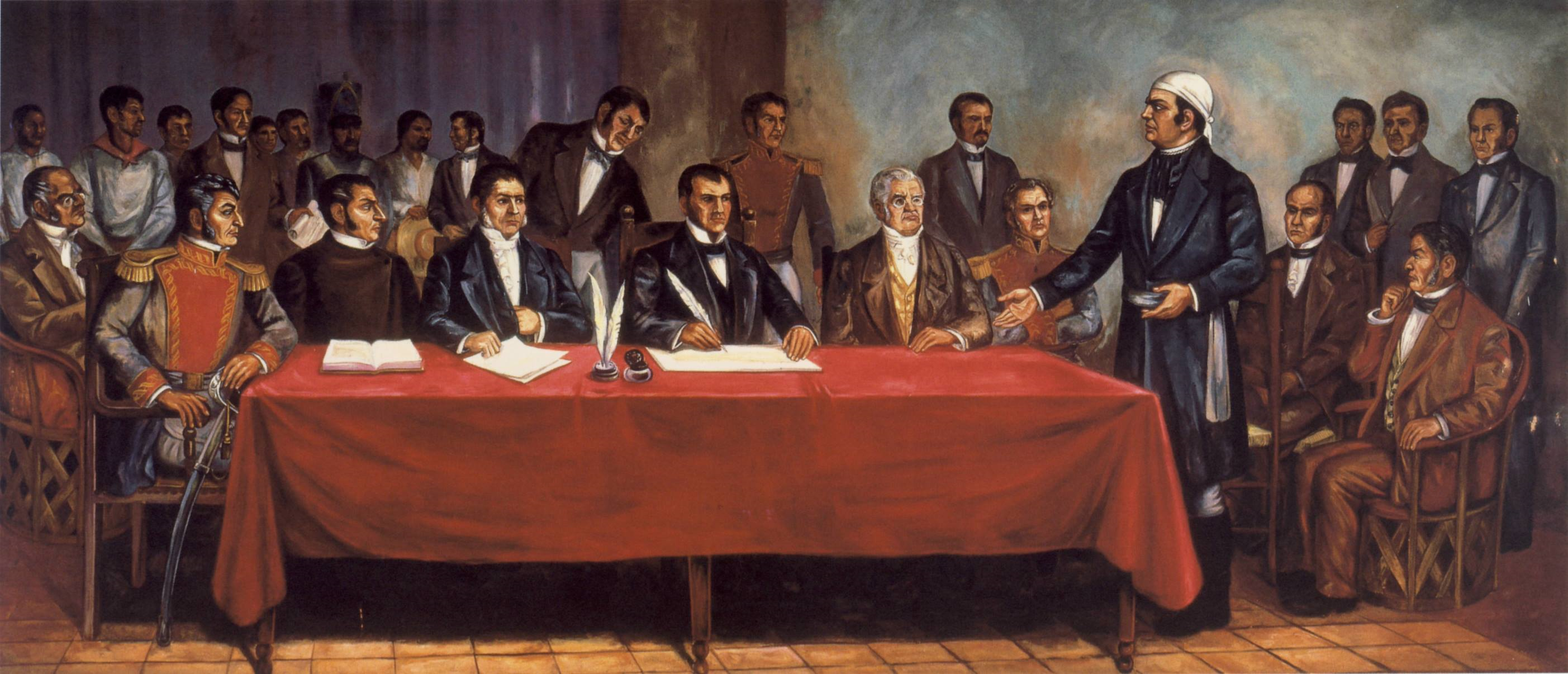
Congres van Chilpancingo

Het congres van Chilpancingo (Spaans: Congreso de Chilpancingo), ook wel het Congres van Anáhuac genoemd, was een vergadering tussen Mexicaanse onafhankelijkheidsstrijders die van september tot november 1813 werd gehouden in Chilpancingo.
Het congres werd voorgezeten door José María Morelos, de leider van de rebellen in de Mexicaanse Onafhankelijkheidsoorlog. Aan het eind van dit congres, op 6 november, werd "Mexicaans Amerika" formeel onafhankelijk verklaard van Spanje. Andrés Quintana Roo ondertekende de onafhankelijkheidsverklaring en werd het eerste provisorische staatshoofd en voorzitter van de grondwetgevende vergadering die in 1814 de eerste grondwet opstelde en ondertekende.
In 1815 werd Morelos door de Spanjaarden gevangengenomen en geëxecuteerd, waarna de onafhankelijkheidsstrijd ineen stortte en het werk van het congres ongedaan werd gemaakt.